# Цыба, Андрей Владимирович
Андрей Владимирович Цыба (род. 23 августа 1974, Усть-Каменогорск) — советский и казахстанский хоккеист, мастер спорта Республики Казахстан международного класса (1995).

## Биография
Воспитанник усть-каменогорского хоккея. В 1991 году в составе «Торпедо» выигрывает юношеское первенство СССР. В чемпионате СССР провел единственную игру в сезоне 1991/1992.
В чемпионате Межнациональной лиги провел три сезона, проведя 84 игры и набрав 6+8 очков.
На чемпионате мира 1995 года сыграл 4 игры в составе сборной Казахстана и удостоился «серебряной» медали (дивизион С).
Участник отборочных турниров молодёжного чемпионата мира в Словакии и Белоруссии (группа С, 1993 и 1994 гг.), участник международного турнира вторых сборных (Санкт-Петербург. 1992 г.).
В 1995 году — победитель зимней Универсиады, лучший бомбардир турнира.
Участник XXXI и XXXII розыгрышей Кубка европейских чемпионов 1995 г. (Секешфехервар, Венгрия, четвертьфинальный турнир и Больцано, Италия, полуфинальный турнир) и 1996 г. (Новополоцк, Белоруссия, четвертьфинальный турнир и Фельдкирх, Австрия, полуфинальный турнир).
Два сезона провел в топ-дивизионе за «Липецк». Но в 21 игре он лишь дважды ассистировал партнерам.
В сезоне 1999—2000 года, проведенном в высшей лиге за ХК «Нефтяник» (Альметьевск) в 47 играх он набирает 5+5 очков.
В двух сезонах, проведенных в Кемерово в составе «Энергии», проводит 118 игр, набрав 14+30 очков.
В 2002 году он возвращается в «Казцинк-Торпедо», также выступающий в высшей лиге, и за два сезона, выйдя на лёд 39 раз, отмечается 4 шайбами и 9 результативными передачами. В 2003 году его приглашают на чемпионат мира в 1 дивизионе, где в 5 играх он отмечается 3 шайбами и 2 передачами. Здесь он удостаивается «золота».
Участник IX розыгрыша Континентального Кубка 2003/2004 гг. (Секешфехервар, Венгрия, второй раунд).
Полтора сезона в барнаульском «Моторе» добавляют в его статистику 68 игр, 14 шайб и 21 передачу.
За два сезона в Кемерово провёл 49 игр, набирая 7+10 очков.
Под занавес карьеры играл два сезона в барнаульском «Алтае», выступающем в первой лиге, и один сезон в ХК «Иртыш» (Павлодар) в чемпионате Казахстана.

## Достижения
- — 2 место в дивизионе С чемпионата мира по хоккею — 1995
- — 1 место в 1-м дивизионе чемпионата мира по хоккею — 2003
- — Чемпион Казахстана — 1993, 1994, 1995, 1996, 2003, 2004
- — 1 место в высшей лиге чемпионата России — 1998, 2000